# San Manuel (Mérida)
San Manuel o Hacienda Cosgaya es una comisaría del municipio de Mérida en el estado de Yucatán localizado en el sureste de México.

## Localización
San Manuel se encuentra a 26 kilómetros del centro de la ciudad de Mérida, al poniente de la autopista que conduce de Mérida al puerto de Progreso.

## Hechos históricos
- En el siglo XIX se llamó Chunoxil.
- En 1995 cambia su nombre de Cosgaya Hacienda a San Manuel.

## Demografía
Según el censo de 2010 realizado por el INEGI, la población de la localidad era de 0 habitantes.
| 16                          | 24 | 19 | 0 | 0 |
| (Fuente: INEGI [Consultar]) |    |    |   |   |

## Galería

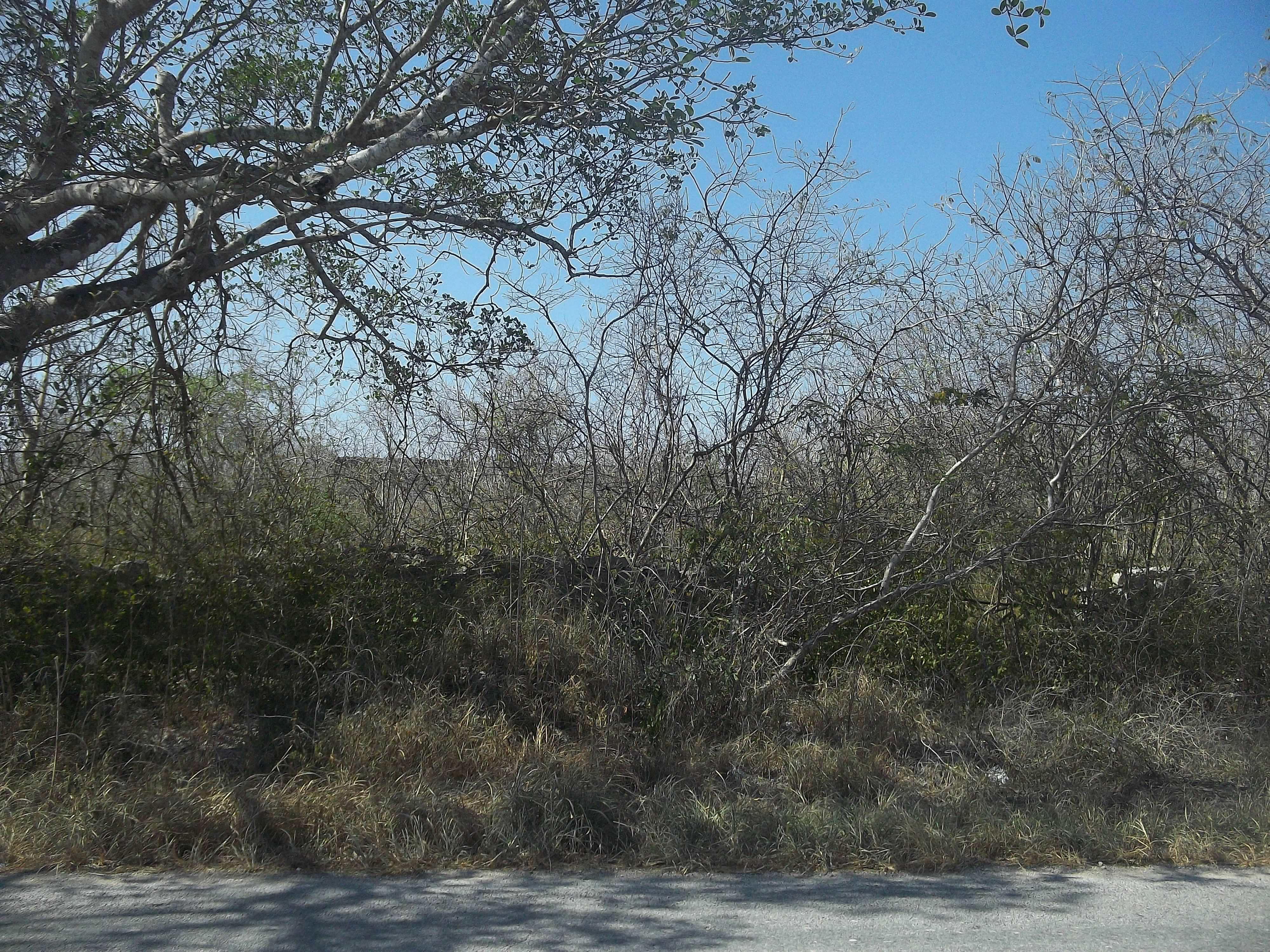
Vista de la hacienda Cosgaya.
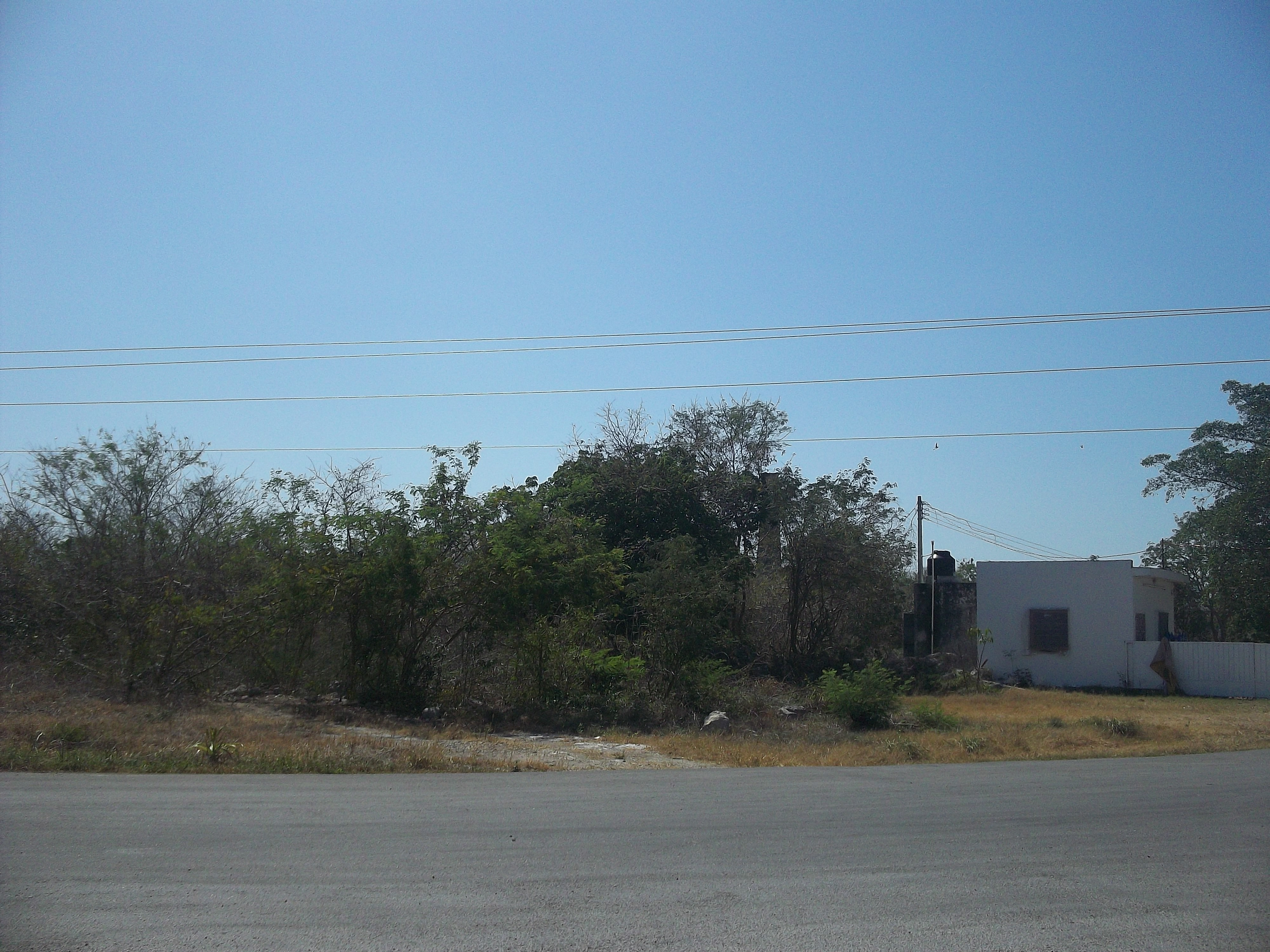
Vista de la hacienda Cosgaya.
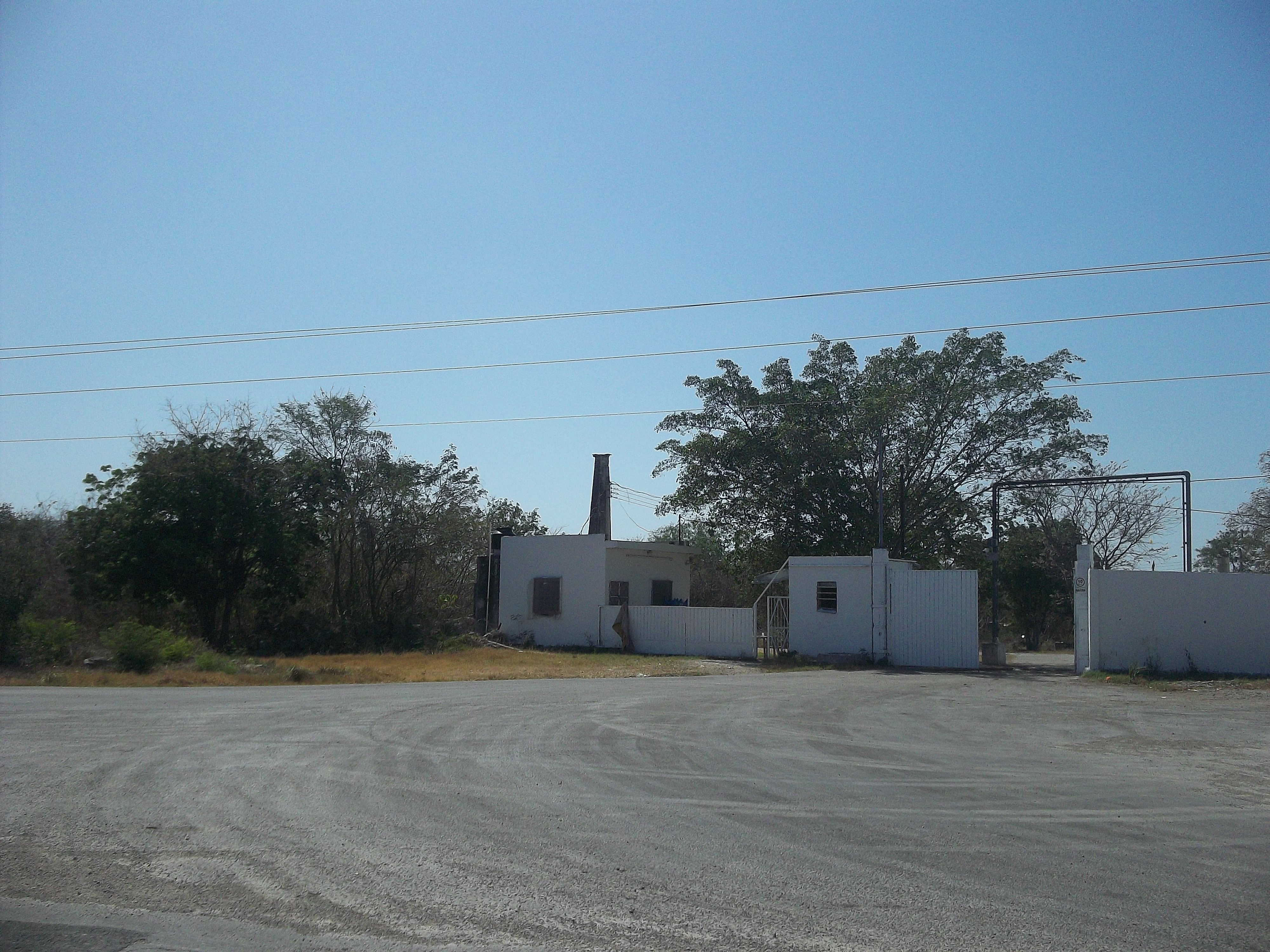
Vista de la hacienda Cosgaya.